# Лизелотта из Пфальца
«Лизелотта из Пфальца» — исторический комедийный кинофильм 1966 года. Режиссёр Курт Хофман. Главные роли сыграли Хайделинда Вайс, Харальд Ляйпниц и Карин Хюбнер.

## Сюжет
Фильм повествует о первых неделях при дворе Людовика XIV юной немецкой принцессы Елизаветы Шарлотты Пфальцской. Лизелотта живёт в замке своего отца, курфюрста Пфальцского Карла I Людвига, отличающегося своей скупостью. Она пользуется полной свободой в замке, ведет себя как мальчишка-сорванец, пасет свиней и убирает навоз. Всех женихов, приехавших к ней свататься, она разыгрывает и отвергает.
Пока однажды не получает приказ от самого короля Франции стать женой его брата, герцога Филиппа I Орлеанского.Известие о приказе короля в Пфальц привозит тетка девушки. Она не объясняет столь неожиданного выбора короля, но объясняет племяннице, что та станет второй дамой Франции, после королевы.
Девушку привозят в Париж, но оказывается, что её муж любит другую женщину и на брак согласился только под давлением своего брата-короля.

### Замки, задействованные при съёмках фильма
- замок Лемберк, Чехия
- замок Глубока, Чехия
- Вальдштейнский дворец, Чехия
- Дворец Шарлоттенбург, Германия
- Дворец Нимфенбург, Германия